# 李相日
李相日（イ・サンイル又はリ・サンイル、1974年1月6日—），日本新潟縣出身的在日朝鮮电影导演和编剧。凭借2006年的《扶桑花女孩》获得第30届日本電影金像獎最佳导演和编剧奖。

## 生平
李相日在日本新潟縣出生，父亲是「新潟朝鮮初中級学校」的教师。李相日4歲時，舉家搬至橫濱，從小學至高中就讀朝鮮國小、朝鮮國中和朝鮮高中，在神奈川大學经济学院就讀時，開始參與錄影帶首映等相關的電影製作。神奈川大學畢業後，进入日本電影大學学习电影制作。其後，李相日以畢業作品《青〜chong〜》在Pia影展史無前例的入圍四個獎項而引起注目，期間亦身兼副導演等職。
2004年，執導村上龍自傳小說改編的電影《69 sixty nine》而開始受到肯定；其後，以《扶桑花女孩》和《惡人》等片獲得第30回日本電影金像獎最佳導演獎、電影旬報獎等各大電影獎項。
2017年12月，接受訪問時表示當初在電影《怒》的試鏡看到廣瀨鈴時，認為她的吶喊中除了憤怒還有其他東西。

## 導演作品
- 青 （1999年）
- BORDER LINE（2002年）
- 69（2004年）
- 天堂失格（2005年）
- 扶桑花女孩（2006年）
- 恶人（2010年）
- 大和殺無赦（2013年）
- 怒（2016年）
- 流浪的月（2022年）
- 國寶（日语：国宝 (小説)）（2025年）